# 五蕊水猪母乳
五蕊水猪母乳（学名：Rotala rosea）为千屈菜科水猪母乳属下的一个种。